# تپه گبری تازه‌آباد
تپه گبری تازه آباد مربوط به دوران پیش از تاریخ ایران باستان تا دوران‌های تاریخی پس از اسلام است و در شهرستان سنقر، بخش مرکزی، روستای تازه آباد واقع شده و این اثر در تاریخ ۱۱ مرداد ۱۳۸۴ با شمارهٔ ثبت ۱۲۵۰۹ به‌عنوان یکی از آثار ملی ایران به ثبت رسیده است.